# 虎頭蘭
虎頭蘭（学名：Cymbidium hookerianum），又名青蝉兰，是兰科蕙兰属中的一种附生兰花。花瓣很大，直径可达12厘米，形似虎头，故名。生长在林中树上或溪谷旁岩石上。
 维基共享资源上的相關多媒體資源：Cymbidium hookerianum